# 路德维希绍尔加斯特
路德维希绍尔加斯特是德国巴伐利亚州的一个市镇。总面积5.94平方公里，总人口973人，其中男性473人，女性500人（2011年12月31日），人口密度164人/平方公里。